# Hasan Ali Mirza Shudja al-Sultana
Hàssan Alí Mirza Xuja al-Sultana fou un príncep qadjar.
El 1799 fou nomenat governador de Khorasan (fins a 1823) i de Kirman (1827-1828 i 1830-1831). També diversos germans van rebre governs provincials el 1789. Cada província de Pèrsia pagava al govern central una quantitat determinada, a més d'un regal de començament d'any i enviament de soldats quan se'ls demanava. El 1831 el seu germà Abbas Mirza, hereu designat, va anar a Kirman i el va deposar com a governador, nomenant al seu lloc a Khosraw Mirza (fill del mateix Abbas Mirza).
El 5 de desembre de 1834 Husayn Ali Mirza Farman Farma va assolir el títol reial a Siraz i li va donar suport; pocs dies després Muhàmmad Xah entrava a Teheran procedent de Tabriz i era reconegut xa.
Les forces de Farman Farma, dirigides per Hasan Ali Mirza i pels tres fills de Farman, foren derrotades a Kumisha, prop d'Esfahan. Farman Farma es va rendir i va ser empresonat i morí al cap de poc el mateix 1835; els seus tres fills van poder fugir a l'imperi otomà; Hasan Ali Mirza fou capturat i cegat, sent empresonat a Ardabil on va morir el 1854. Diversos prínceps qadjars van fugir del país i altres es van revoltar sense èxit.